# 王恩科 (1937年)
王恩科（1937年3月—2025年1月27日），男，河北丰润人，中华人民共和国政治人物，曾任青海省畜牧厅厅长，青海省人大常委会副主任。